# 室井慎次
室井 慎次（むろい しんじ）は、1997年（平成9年）1月 - 3月にフジテレビ系で放送された刑事ドラマ『踊る大捜査線』およびその劇場版の登場人物。そして同ドラマのスピンオフ作品『容疑者 室井慎次』、『室井慎次 敗れざる者』および『室井慎次 生き続ける者』の主人公。演じる俳優は柳葉敏郎。

## プロフィール
- 元警察庁長官官房審議官（警視監）。
- 1964年（昭和39年）1月3日生まれ。A型[注 1]。
- 出身地・秋田県本荘市（現在の由利本荘市）[1]。
- 本籍・秋田県南仙北郡大沢町242[2]（郡以下は架空の地名）。
- 現住所・秋田県北大仙市三ツ池奥山54（県以下は架空の地名）。
- 最終学歴・東北大学法学部卒業。
- 資格・柔道三段
- 特技・きりたんぽ鍋作り

### 経歴
公式出版物による経歴。
| 1986年（昭和61年） | 03月   | 東北大学法学部卒                               |
| 1986年（昭和61年） | 04月   | 警察庁入庁（キャリア）                         |
| 1987年（昭和62年） | 04月   | 警察庁 刑事局 刑事企画課（警部補）             |
| 1990年（平成02年） | 10月   | 警視庁 麹町署 刑事課 課長代理（警部）          |
| 1992年（平成04年） | 07月   | 警察庁 刑事局 捜査第一課 主任                  |
| 1995年（平成07年） | 02月   | 警視庁 刑事部 捜査第一課 管理官（警視）        |
| 1997年（平成09年） | 09月   | 警察庁 警備局 警備課長                         |
| 1998年（平成10年） | 04月   | 警察庁 警備局 警務課 首席監察官（警視正）      |
| 1998年（平成10年） | 10月   | 警視庁 刑事部 参事官                           |
| 1998年（平成10年） | 12月   | 北海道警察本部 美幌警察署 署長（警視）         |
| 1999年（平成11年） | 07月   | 警視庁刑事部理事官心得 兼 生活安全部理事官心得 |
| 2000年（平成12年） | 01月   | 警察庁情報通信局付                             |
| 2000年（平成12年） | 10月   | 警察大学校教官                                 |
| 2001年（平成13年） | 07月   | 警察庁 刑事局 刑事企画課 課長補佐（警視正）    |
| 2003年（平成15年） | 04月   | 警視庁 刑事部 捜査第一課 管理官                |
| 2005年（平成17年） | 02月   | 広島県警察本部 刑事部 管理官[注 2]             |
| 2006年（平成18年） | 11月   | 広島県警察本部 警備部長（警視長）              |
| 2007年（平成19年） | 04月   | 広島県警察本部長（警視監）                     |
| 2008年（平成20年） | 08月   | 広島平和記念大式典 警備統括本部長              |
| 2009年（平成21年） | 04月   | 警察庁長官官房審議官（警視監）                 |
| 2013年（平成25年） | 03月   | 警察庁長官官房審議官 組織改革推進委員会 委員長 |
| 2018年（平成30年） | 04月   | 警察庁長官官房審議官 交通局担当                |
| 2021年（令和03年） | 03月 0 | 警察庁長官官房審議官 交通局担当 退職           |

## 人物
一人称は主に「私」だが、青島の前では「俺」を使うことが多い。秋田出身で時折秋田弁が口をついて飛び出す。特技はきりたんぽ作り。青島の影響で黒澤映画を気に入ったのか『全集　黒澤明』を持つ。新城賢太郎は一期生後輩であり沖田仁美は二期生後輩、一倉正和は同期。
東京大学卒業者（2005年68%、2004年53%）が圧倒的に多い警察庁で、少数派の東北大学卒。いわゆるキャリア組の官僚だが、外食時は大衆食堂を好んで利用し、和久平八郎やスリーアミーゴスなどの年長者に対しては敬語で話す。
登場当初は典型的な官僚の視点で青島俊作と衝突する事が多かったが、湾岸署と交流を通して所轄の刑事が活動しやすい組織作りと警察の改革を決意。
TVシリーズ当時では警視庁刑事部捜査第一課強行犯捜査担当管理官、歳末SPで警察庁警備局警備課長、秋SPで警察庁警備局警務課首席監察官と順調に出世を重ねていったが、東北大卒の色眼鏡に加えて所轄の刑事である青島との「約束」を果たすという「信念」を持ってしまった彼の失脚を望む幹部は少なくなく、TVシリーズの捜査一課管理官時代には一課の部下からも陰で「田舎者の小僧」と陰口を叩かれるなど密かに反感を抱かれていた。
池神静夫との長きに渡る因縁はこの頃から始まり、劇場版第1作『THE MOVIE』では警視庁刑事部参事官（警視正）にまで出世し、警視庁副総監・吉田敏明誘拐事件の陣頭指揮を執る。しかし、上層部の命令を無視して誘拐犯の自宅に踏み込むよう命じた青島が重傷を負う結果を招いたことで警視に1階級降格となり北海道警察本部美幌警察署長に左遷。のちに事件の被害者でもある吉田の計らいによって半年で警視庁に復帰し、刑事部理事官→警察庁情報通信局付→警察大学校教官→警察庁刑事局刑事企画課課長補佐と部署を転々とし、2003年4月には警視庁刑事部捜査第一課強行犯捜査担当管理官（警視正）として、交渉課準備室の設置などに尽力。
劇場版第2作『THE MOVIE2』では当初捜査本部長に沖田が就き、室井は副本部長として捜査に携わっていた。新城から「口の硬い所轄刑事を引き抜いてほしい」と依頼され、青島とすみれに新たに導入された監視カメラシステム「C.A.R.A.S.（Criminal Activity Recognition Advanced System）」による捜査の任務を任せるが、その監視網を嘲笑うかのように第2の会社役員殺人事件が起きてしまい、室井はその責任を取らされる形で監視ルームに実質軟禁された。その後は監視ルームから捜査に加わるが、すみれが重傷を負い沖田が解任された後は捜査本部長として現場を知る湾岸署署員全員から情報を集め、報告はしつつも現場の判断に任せるという沖田とは真逆の指示を出した。結果的に犯人たちは魚住と森下によって一人、袴田と真下によって誘拐された雪乃と共に一人、そして残る3人も青島とSATによってレインボーブリッジで逮捕された。所轄やSATに独断で行動させ関係機関への根回しも不十分なままレインボーブリッジを封鎖したことで一倉から釘を刺されるも「責任をとる。それが私の仕事だ。」と突っぱねた。事件解決の功績により青島と共に表彰されるが、捜査のために表彰式をすっぽかした青島に対し秋田弁で「かだっぱりこいで（意地を張りやがって）」と呟き笑顔を見せていた。
池神（警察庁次長）と安住武史（警視庁副総監）の派閥争いに巻き込まれた『容疑者 室井慎次』では、管理官として新宿北署における捜査本部を指揮するさなかに起きたトラブルによって特別公務員暴行陵虐罪の共謀共同正犯容疑で東京地検に逮捕される。その後新城と沖田らの尽力により釈放されるが、停職処分を受けて警察手帳も取り上げられたうえ、原告代理人の灰島秀樹率いる灰島法律事務所がでっち上げた「東北大学在学中に交際していた女性を捨て自殺に追い込んだ」というデマを拡散されてしまう。さらに元警察庁長官の深江功太郎からも辞職を促されたことで一時我を失うが、自身の弁護人である小原久美子の説得もあって正気を取り戻し、捜査本部長に復帰して新宿北署の刑事とともに事件を解決する。捜査本部解散後、現場に混乱を招いた責任を取るために辞表を提出するも、事後処理を託された新城によりその辞表は破棄され、広島県警察本部刑事部管理官に異動。広島県警で警備部長（警視長）に昇進後、広島県警本部長（警視監）へと昇進。この頃には、かつて真っ向から対立していた新城をして「あの人（室井）は警察に必要だ」と言わしめるほど絶大な信頼をおかれる存在となっていた。
『踊る大捜査線 THE MOVIE3 ヤツらを解放せよ!』では警察庁長官に就任した池神の計らいで警察庁長官官房審議官（警視監）に昇任。超法規的措置による服役囚の釈放に疑問を呈し、池神の圧力などもあって渋々了承するものの、それを利用して別の目的を企む日向真奈美との交渉役を青島に託した。
『踊る大捜査線 THE FINAL 新たなる希望』では「青島に誤認逮捕と自白の強要を指示した」というあらぬ汚名を着せられ青島ともども辞職の危機に晒されるが、『THE MOVIE2』と同様に捜査本部長として「現場に判断を委ね全責任を自らが負う」というやり方を貫き事件解決に導いた。鳥飼の隠蔽情報リークにより警察上層部が引責辞任した後、新設された警察庁長官官房組織改革推進委員会の委員長に就任。かつて対立していた新城や沖田を委員として招聘し、警察組織の抜本的改革に踏み出すこととなった。
『室井慎次 敗れざる者』では、委員長を務めてきた組織改革推進委員会が解散。自らも交通局担当へ回されたのち、青島との約束を果たせぬまま定年を待たず退職。故郷の秋田に戻り、犯罪被害者・加害者の子供たちを里親として引き取り静かに暮らす。その折のある日、暮らしている家の近くで2003年の事件で逮捕された犯人グループの一人が変死体で発見され、自身の「代役」として秋田県警本部長となった新城から捜査への協力を依頼される。
『室井慎次 生き続ける者』では、事件捜査に関わるなかで沖田の計らいもあって被疑者の自供を引き出すことに成功するも、子供たちのトラブルに巻き込まれ屋外に放たれてしまった愛犬のシンペイを吹雪の中探しに行き行方不明となる。そして翌朝、捜索隊によってシンペイの隣に心肺停止の状態で倒れているところを発見され、死亡が確認された。

## 室井のコート
スピックインターナショナル製のロングコートで、色は黒。
設定上や台詞では「通販で買った」事になっているが、実際の衣装は通販では売っていない。青島のコートは比較的見つかりやすいが、こちらは今となってはもはや手に入れる事は極めて困難で、値段は高額で30万円以上する代物。ちなみに、劇中では柳葉敏郎の体格に合わせて衣装スタッフが仕立て直しており、ロングなのに体のラインがすっきり見えるように仕立てられている。フォーマル仕立てであるが機能性も重視されたデザインとなっていて活動的な室井にぴったりのコートといえる。柳葉は比較的小柄（171cm）なので、足の部分まですっぽり覆うように着ている。
この他にも室井は官僚なので身につけているものは高価だがシンプルで、かつ機能的な上級国家公務員のステータスを印象付けるアイテムが多い。
また、劇中の室井のスーツは全てスリーピース・スーツである。

## トピックス
- 柳葉敏郎のモノマネとして、室井慎次のモノマネをする芸人もいる（原口あきまさ、山本高広など）。
- 『容疑者 室井慎次』の際に柳葉は、「また新しい室井に会えたが、そのために、また室井がわからなくなった」と語っていた。また、人物像もさる事ながら、「階級を覚えるのも難しい」としていた（室井の場合、降格や昇進が多いため）。
- 2005年8月の『容疑者 室井慎次』の公開に伴い、明治製菓のスナック菓子「コパン」のCMに柳葉が「室井慎次」として出演した。
- 2013年3月、開署5周年の東京湾岸署で柳葉が一日警察署長に就任し、お台場の道路でパレードを行った。
- 役名の由来は姓が室田日出男[6][注 11]から、名は『新世紀エヴァンゲリオン』の主人公・碇シンジから引用。また、人物設定は映画『クリムゾン・タイド』でデンゼル・ワシントンが演じたロン・ハンター少佐を意識して作られたものである[7]。
- 室井は『踊る大捜査線』のレギュラーメンバーでは唯一スピンオフを含む劇場版8作品すべてに登場している。
- 柳葉は俳優としてブレイクする前、萩本欽一のバラエティ番組『欽ドン!良い子悪い子普通の子おまけの子』（フジテレビ系・1983年スタート）に出演。秋田弁を話す「良川先生」を演じ人気者になった。『踊る』の脚本を担当した君塚良一は萩本欽一の弟子であり、室井が秋田弁を話すのは『欽ドン!』へのオマージュであると言われている。
- 上記のように柳葉の代表的な役柄ではあるものの、自身は当初「室井役は嫌だった」と告白している。これまで体で表現して演技をするのが好きだった柳葉は、眉間にしわを寄せてほとんど微動だにしない室井の役柄に嫌気が差し、ドラマ版撮影中に「俺には無理だから、（室井を）殉職させてくれ」とプロデューサーの亀山千広に頼み込むほどだった。しかし、ドラマ版の第1話を見た妻から「この役カッコイイね」と言われたことで、室井役を続けることにしたと語っている[8]。

## 室井の異動と現実人事との違い
- 警視庁及び道府県警察本部の管理官は、原則として警視の階級の警察官をもって充当するポストであり、キャリアであれば採用7年目、29歳程度で就任するポストである。室井は、「THE MOVIE2」や「容疑者 室井慎次」では警視正で管理官を務めているが、警視正の階級の警察官が管理官に就任することはない（管理官である警視が、直後に警視正に昇任することもない）。
- 警察庁本省の課長補佐は、警視正ではなく警視の階級にある警察官をもって充てるポストである。
- 警察庁における課長職は警視長である警察官をもって充てるポストである。歳末SPの際に警視で警察庁警備局警備課長を務めていたが、警視の階級の警察官が警察庁警備局の課長に就任することはできない（就くとすれば、警備課長補佐である）。
- 広島県警察本部の警視長級のポストは総務部長であり、警備部長は警視正である。また県警本部長と警務部長を除き、すべてノンキャリア(地元採用）のポストである。室井は警備部長に就任（同時に警視長に昇任）後数ヶ月で同警察本部長（警視監）に昇任しているが、先任の警視長を一気にごぼう抜きして警視監になることはありえない。
- 警察庁の首席監察官（警察庁長官官房首席監察官）は、監察に関する事務を掌理する警視監級の警察官をもって補職される。また、その職責の重要性からキャリア組の中でも道府県警察本部長を経験した者が就任することを通例としている。なお、室井は秋SPで34歳にしてこのポストに就いているが、この年齢で警察庁の首席監察官に就くことは不可能であり（警視監への昇任は、早くても50歳直前である）、実際には少なくとも50歳を過ぎないとこのポストに到達できない（実際には、どんなに優秀なキャリア官僚であったとしても警視長の階級に昇任するのは40歳代前半であり、30歳代では警視監はおろか警視長の階級に昇任することも不可能である[9]）。
  - ドラマ上「警察庁長官官房警務課首席監察官」という地位で設定されているが、警察庁長官官房に警務課は無い。監察事務は警察庁長官官房「人事課」に属する「監察官」（警察庁組織令第9条・警察法施行規則第8条参照。3人の監察官が置かれている）が分掌するが、この3人の監察官は「首席監察官」監察についてはその職責の特別な重要性にかんがみ、人事課長よりも更に上位にある長官官房首席監察官が統括する（警察庁組織令第6条参照）。
    - （現実には絶対に起こりえないことではあるのだが、参考までに）この経歴を実際の警察庁の人事にそのまま当てはめると、次のようなことになる。「THE MOVIE」における室井の履歴では警察庁警備局警備課長（警視）→首席監察官（警視正）→警視庁刑事部参事官（警視正）に栄転したかのように描かれているが、実際には上述のとおり警察庁警備局警備課長は警視長、警察庁長官官房首席監察官は警視監である警察官を充てるポストであるから、階級の見地からは「警視長→警視監」と昇任した後に「警視監→警視正の『2階級降格』があった」ことになる。階級だけでも2階級あるが、長官官房首席監察官は警視監を充当する職の中でも地位が高い“高官・幹部ポスト”（指定職俸給表においても、審議官相当の3号俸ないし2号俸が適用される）であり、キャリア官僚人生が破局を迎えたことを意味する絶望的な大左遷である。

  - 上記の二つの人事に関しては制作者が警察庁と警視庁を混同して描写している可能性が強い。具体的には警察庁警備局警備課長は警視庁警備部警備第1課長と、警察庁長官官房首席監察官は警視庁警務部人事第1課長とそれぞれ混同している可能性がある。理由として、警視庁のこの二つのポストはキャリア組でも将来のエース級の人材が充てられること、加えてこれらのポストにいる際に、警視庁管内で警備実施や監察に従事しているシーンがあること、が挙げられる。また、周囲にいる人物の台詞からもその様子がうかがえる。
- 「THE MOVIE3」においては官房審議官を務めているが、官房審議官は実際には各局の局長に次ぐ重要ポスト（局次長級。官房首席監察官同様、指定職俸給表3号俸ないし2号俸が適用される）であり、官房首席監察官と同様に46歳で到達できる地位ではない。

## 参考資料
人物設定などを収録した公式出版物
- 踊る大捜査線 湾岸警察署事件簿 （キネマ旬報社キネ旬ムック 1998年10月31日）ISBN 4-87376-505-6
- 踊る大捜査線THE MOVIE シナリオガイドブック（キネマ旬報社キネ旬ムック 1999年4月17日）ISBN 4873765129
- 踊る大捜査線THE MOVIE 2レインボーブリッジを封鎖せよ!シナリオガイドブック（キネマ旬報社キネ旬ムック 2003年9月16日）ISBN 4873766028
- 踊る大捜査線研究ファイル（扶桑社文庫　フジテレビ出版、2003年5月30日） ISBN 4594039898
- 踊る大捜査線THE MOVIE 2レインボーブリッジを封鎖せよ!完全調書　お台場連続多発事件特別捜査本部報告書 （角川書店 2003年7月） ISBN 4-04-853645-1
- 「容疑者 室井慎次」シナリオガイドブック　（キネマ旬報社キネ旬ムック 2005年10月17日） ISBN 4873766222
- 室井管理官完全読本コンプリートブック（ぴあMOOK ぴあ 2005年8月30日） ISBN 4-8356-0746-5
- 『「容疑者 室井慎次」完全FILE』角川書店、2005年8月 ISBN 9784048538985